# Diópálma
A diópálma (Caryota urens) az egyszikűek (Liliopsida) osztályának pálmavirágúak (Arecales) rendjébe, ezen belül a pálmafélék (Arecaceae) családjába tartozó faj.

## Előfordulása
Ez a pálmafaj Ázsia déli és délkeleti részein őshonos. A következő országokban találhatók meg a vadon élő állományai: India, Malajzia, Mianmar és Srí Lanka. Sok helyen termesztik is.

## Megjelenése
A diópálma átlagosan 12 méter magas fa, körülbelül akkora mint a halfarokpálma (Caryota mitis), levélkéi azonban keskenyebbek. A növény megérintve viszketési ingert, a termés pedig a szájban égető érzést okozhat.

## Felhasználhatósága
Levélhüvelyének rostjaiból keféket és kosárféléket készítenek. A virágzatokat gyakran megcsapolják, cukorban gazdag levéből pálmabort erjesztenek.

## Képek

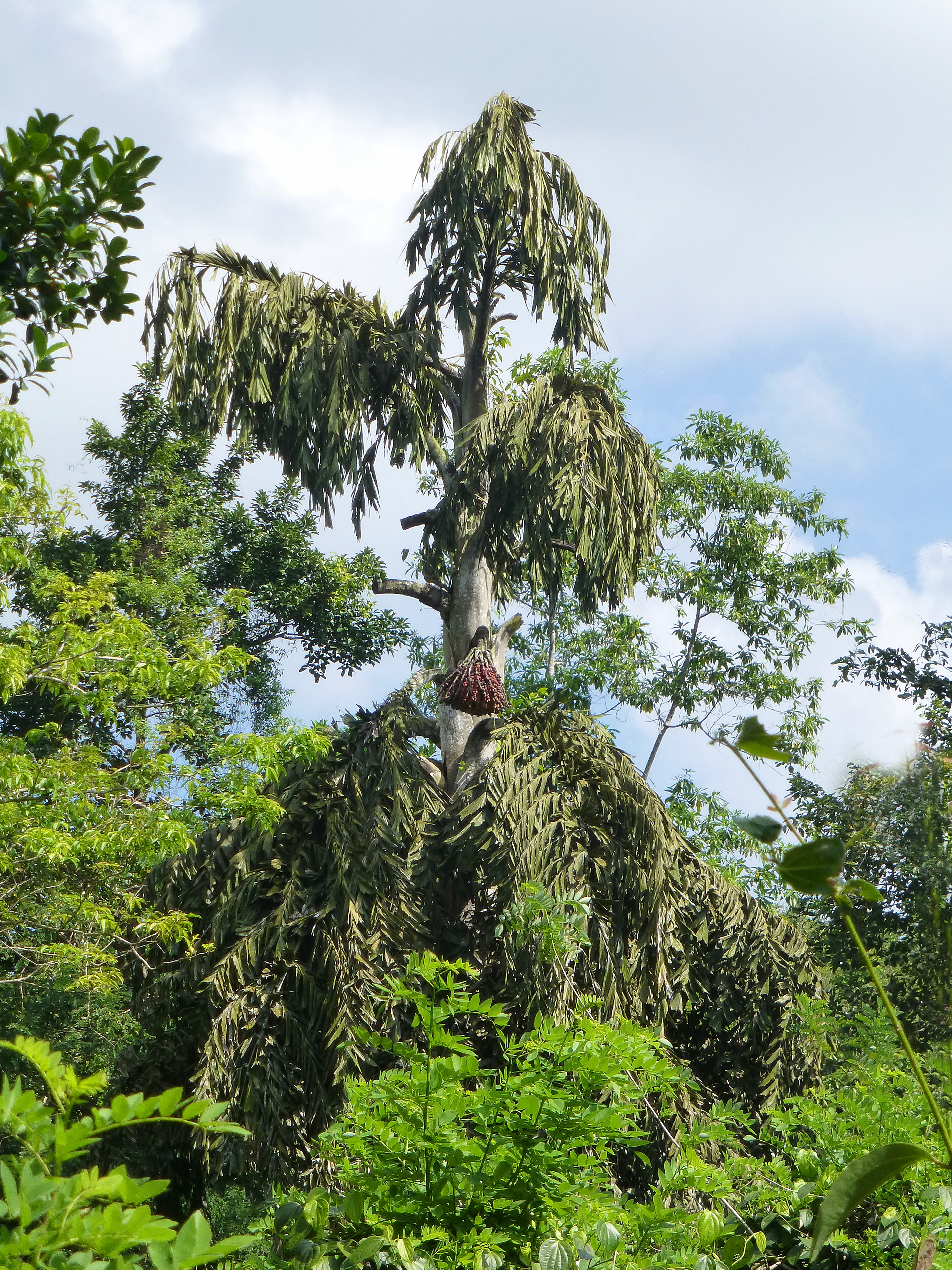
A növény
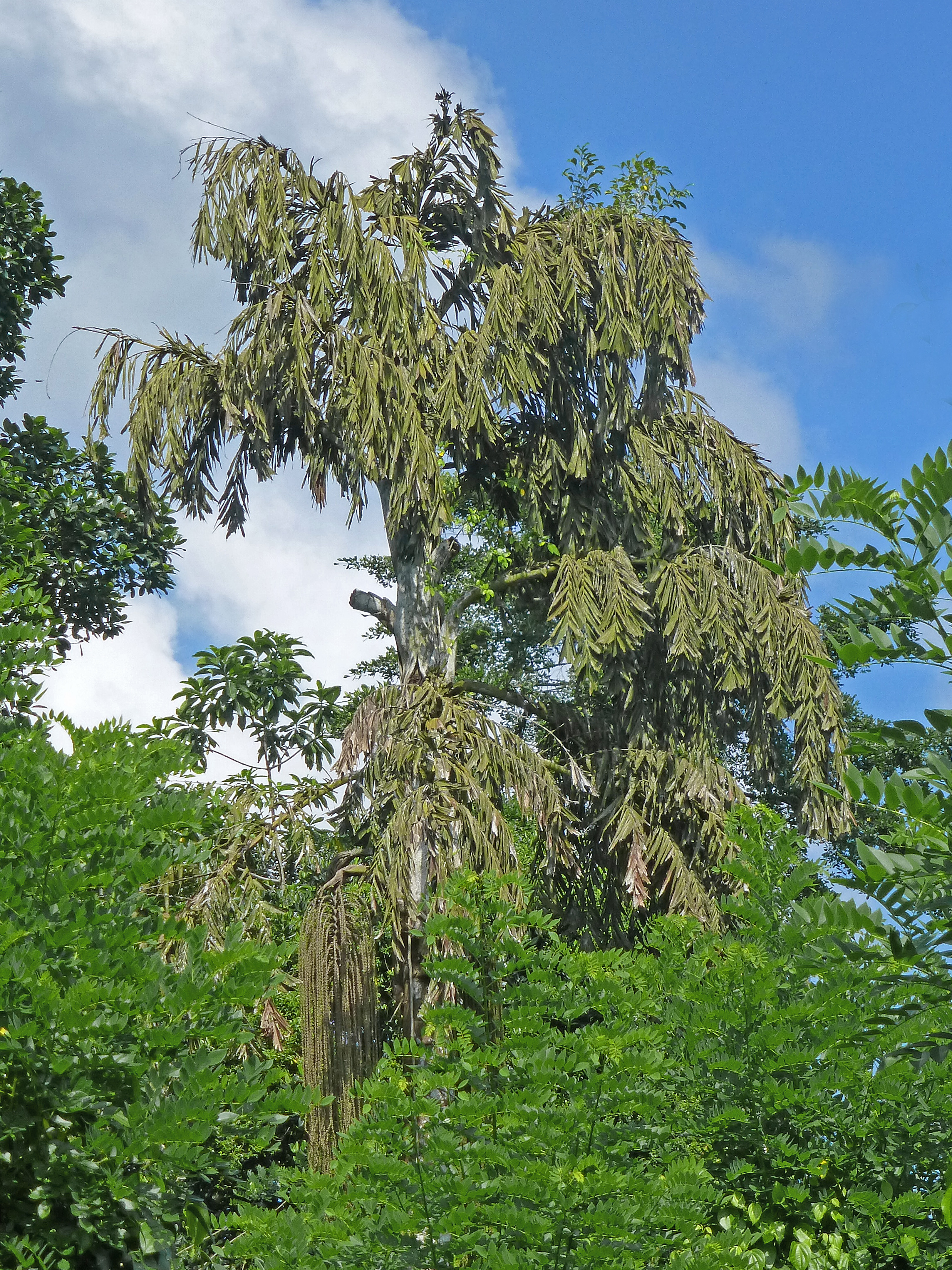
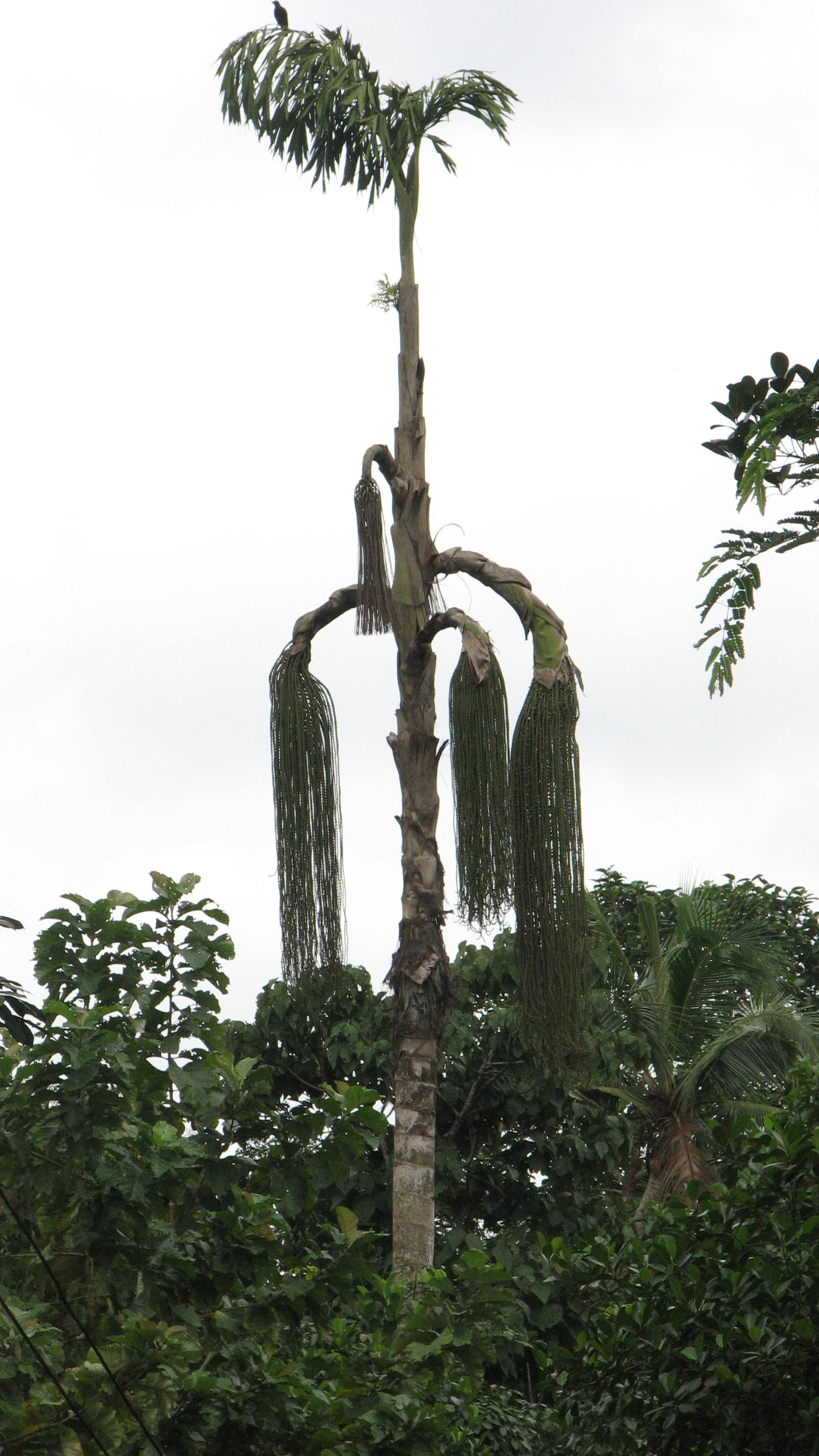
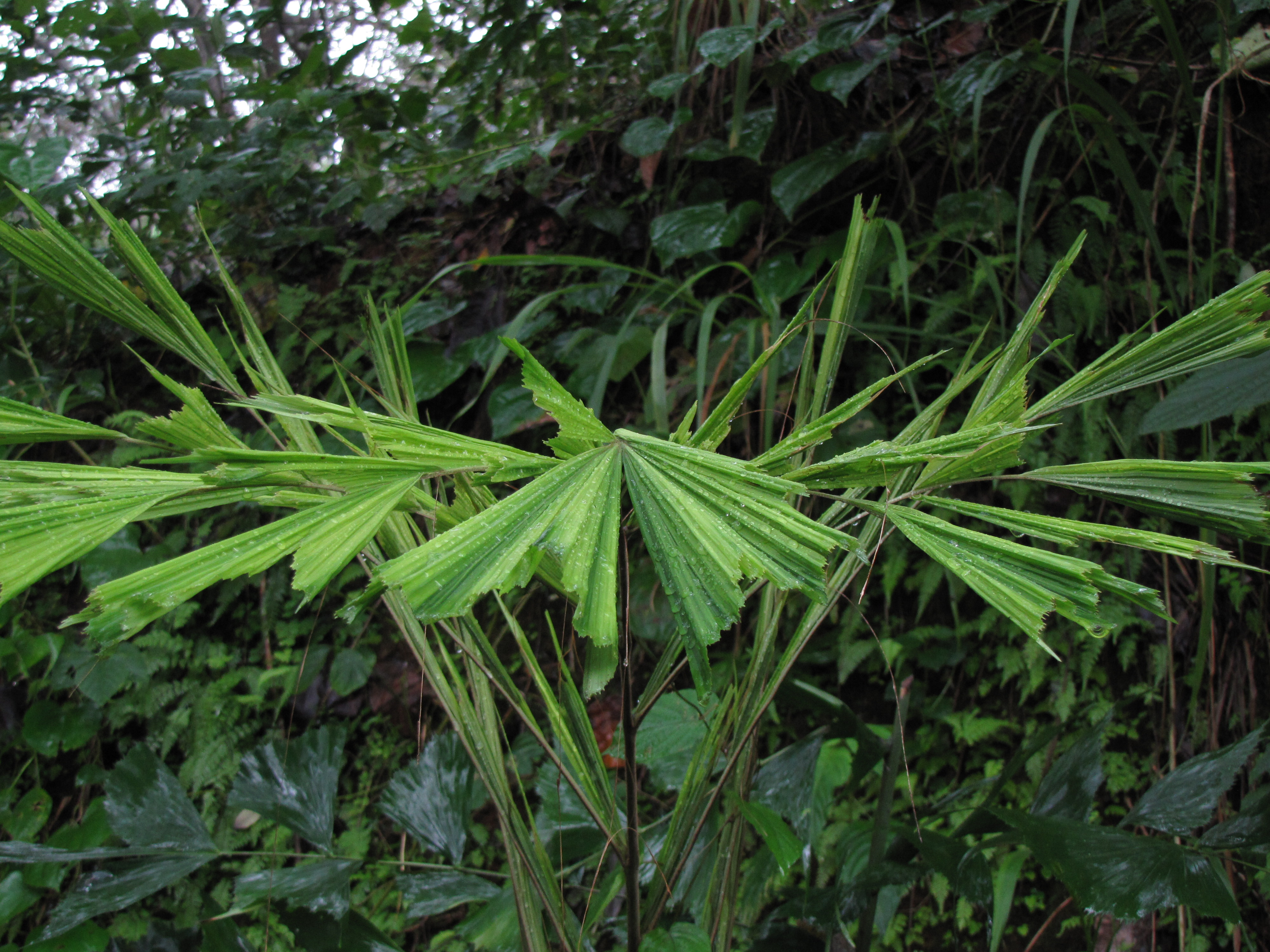
Levelei
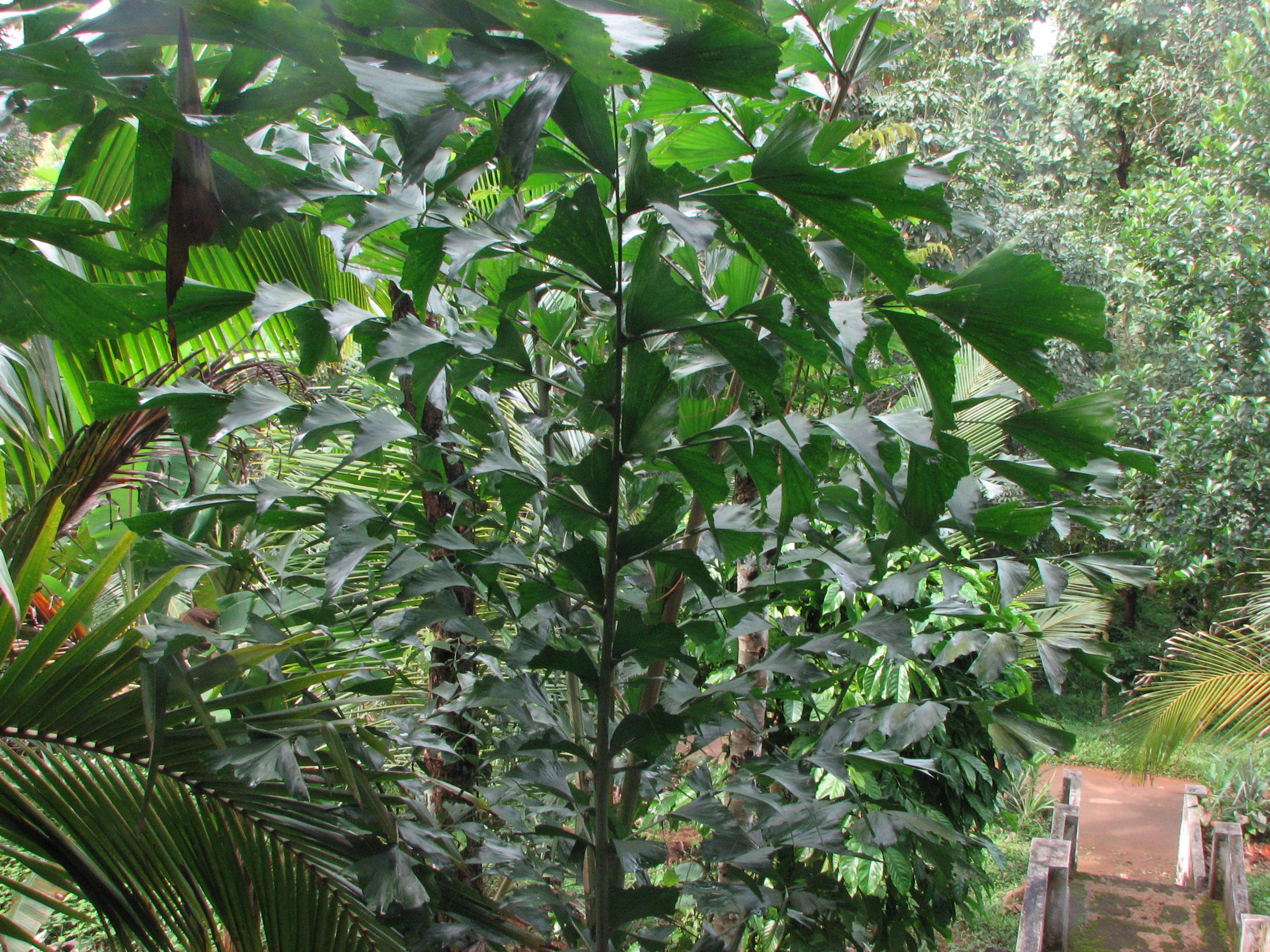
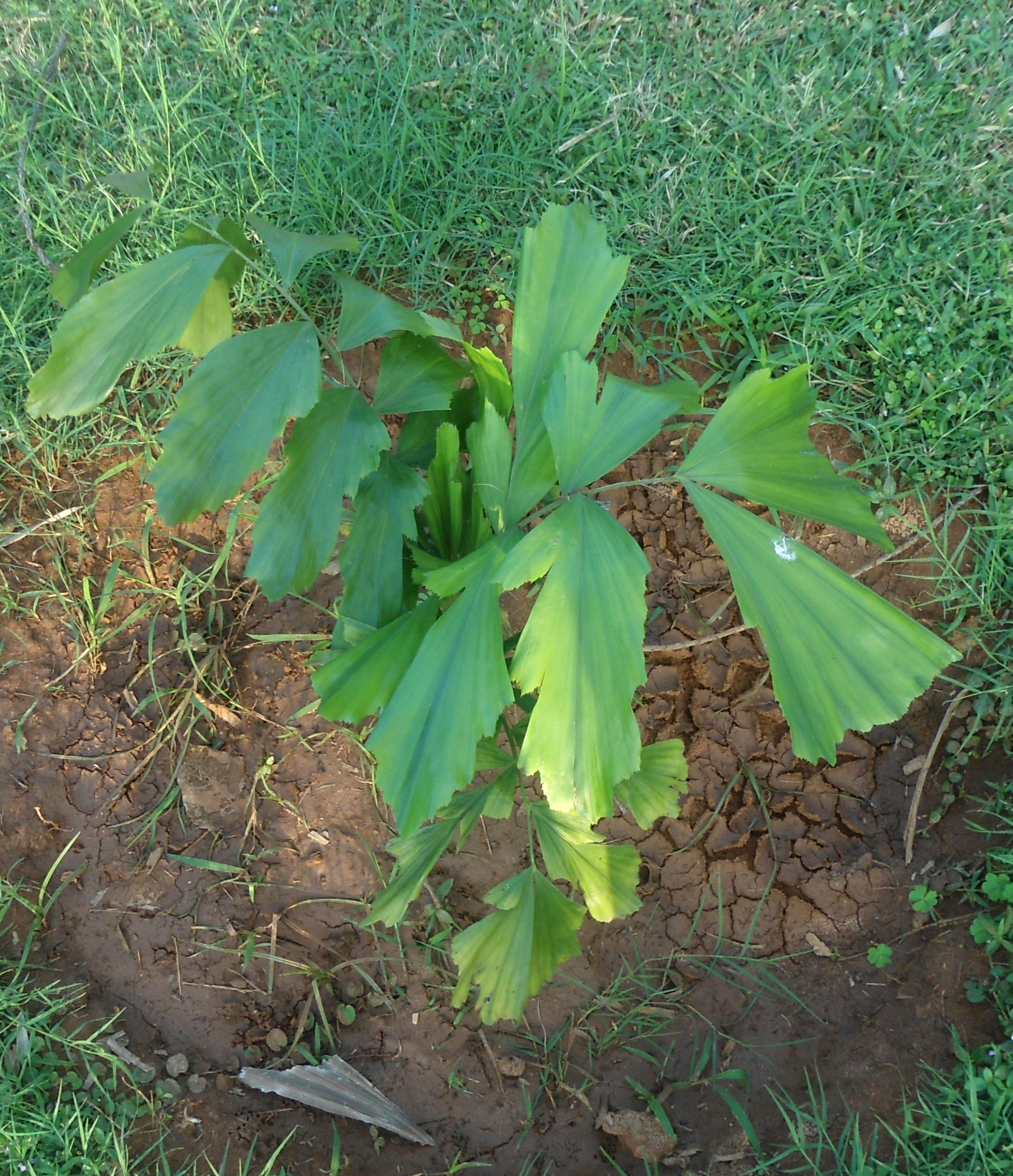
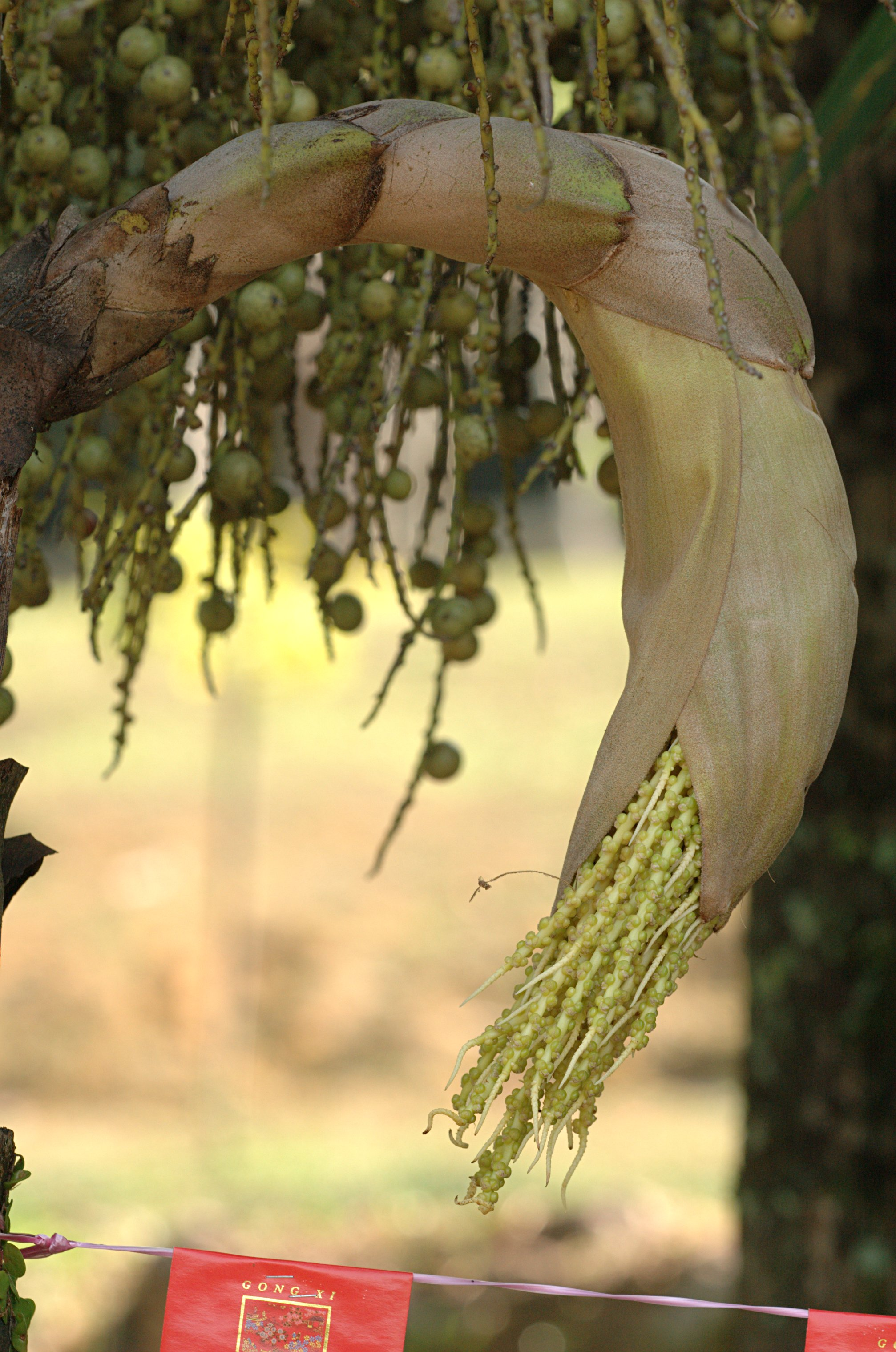
Bimbója
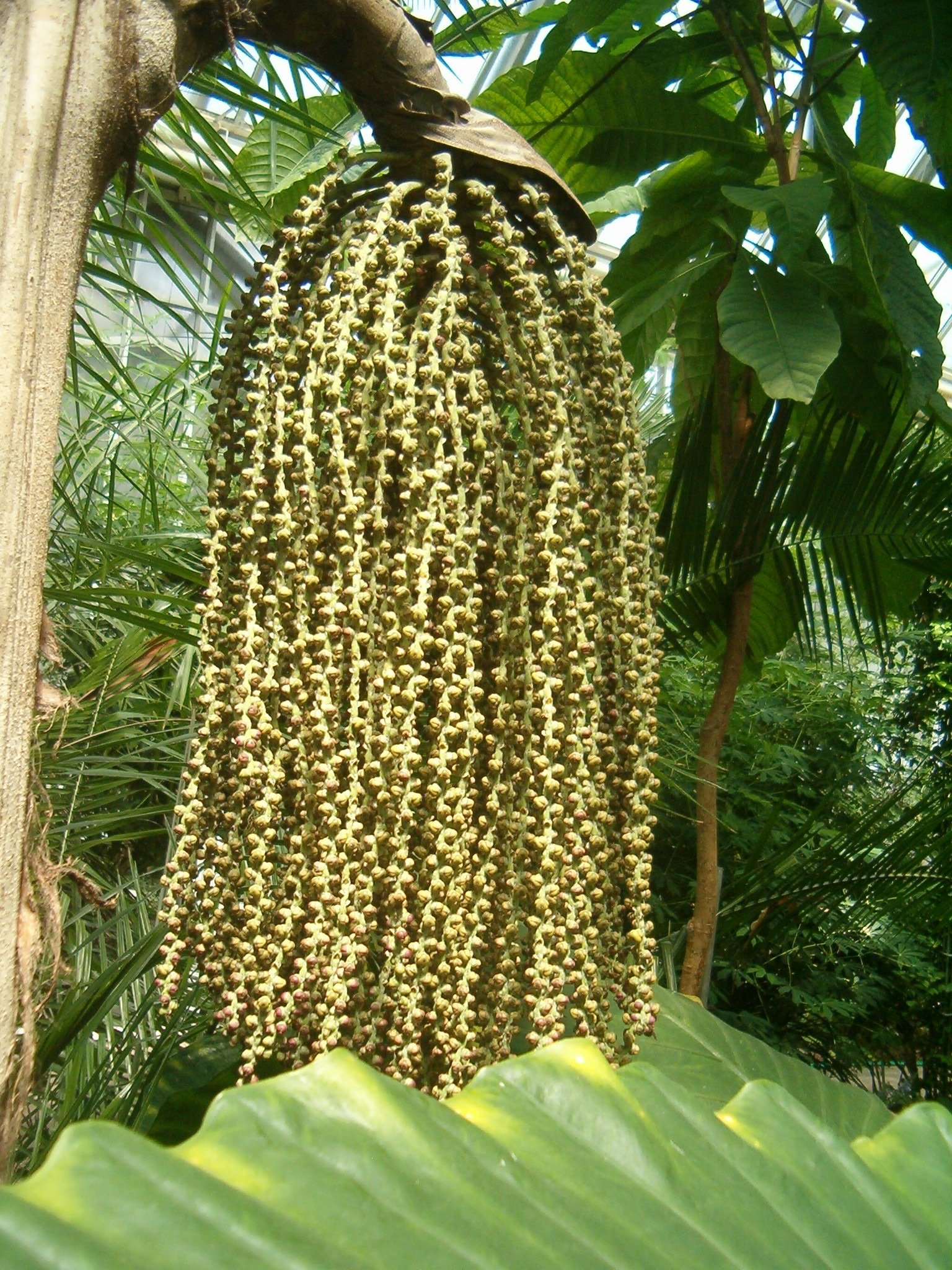
Virágzata
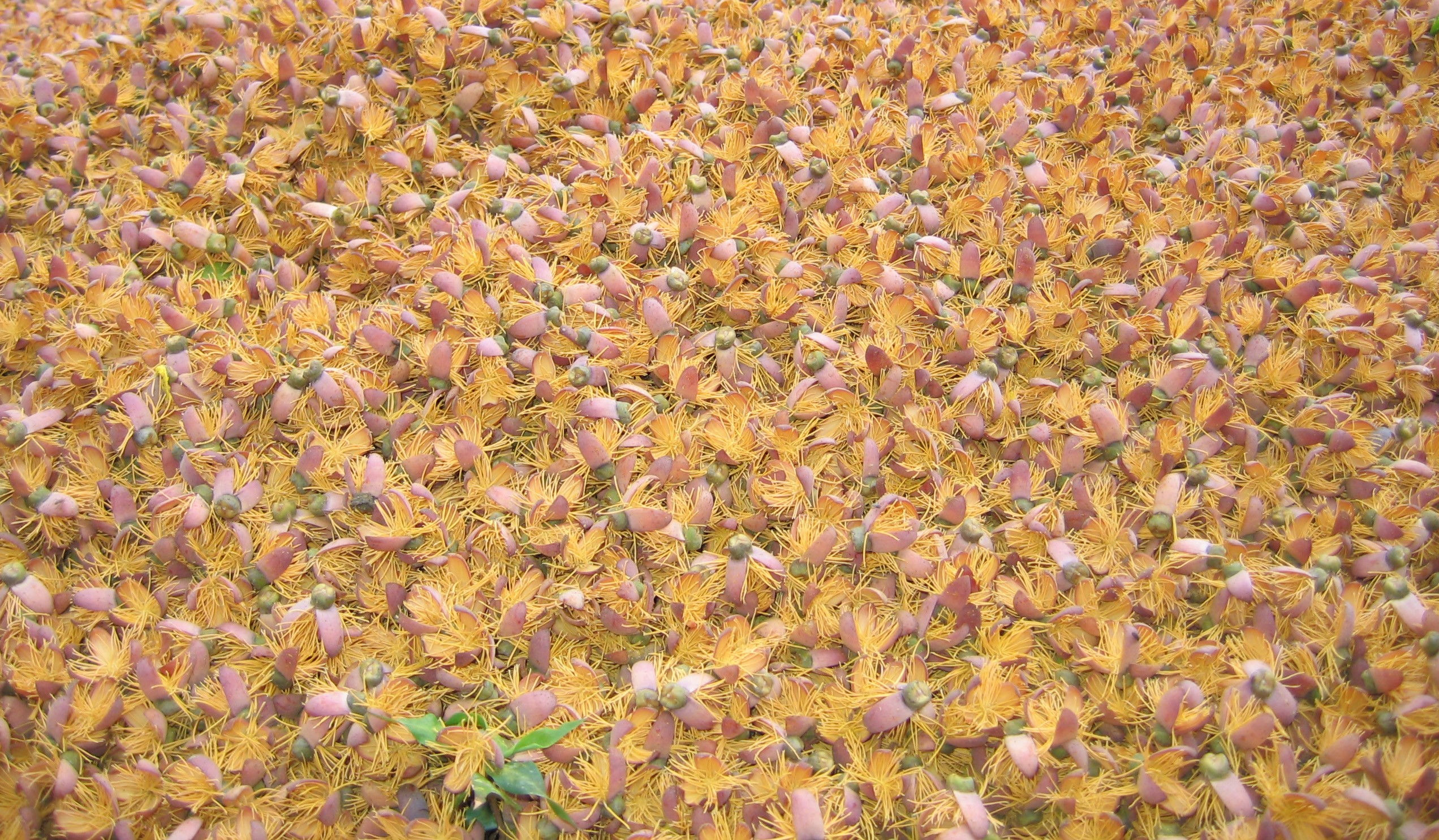
Virágai
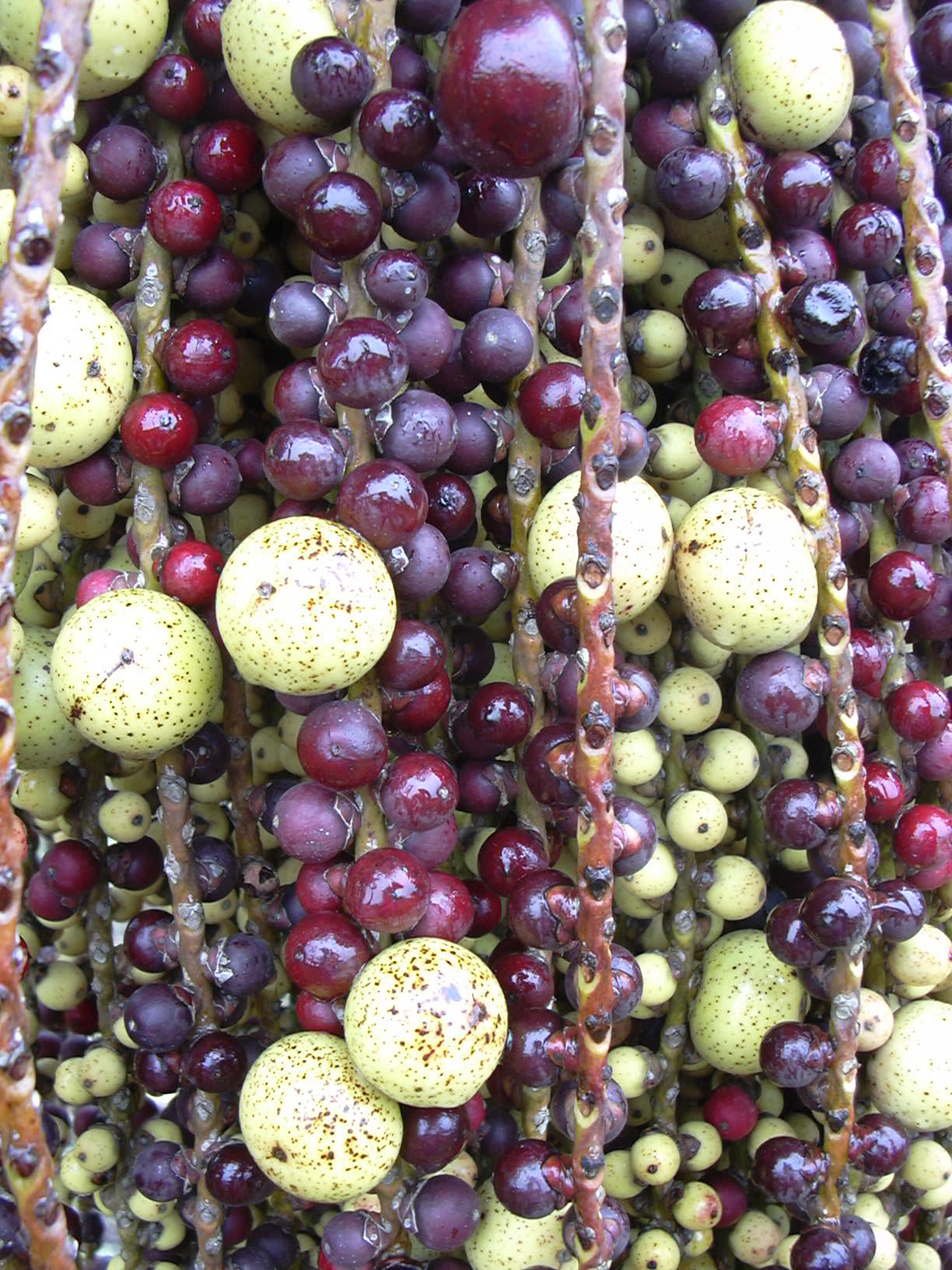
Termései
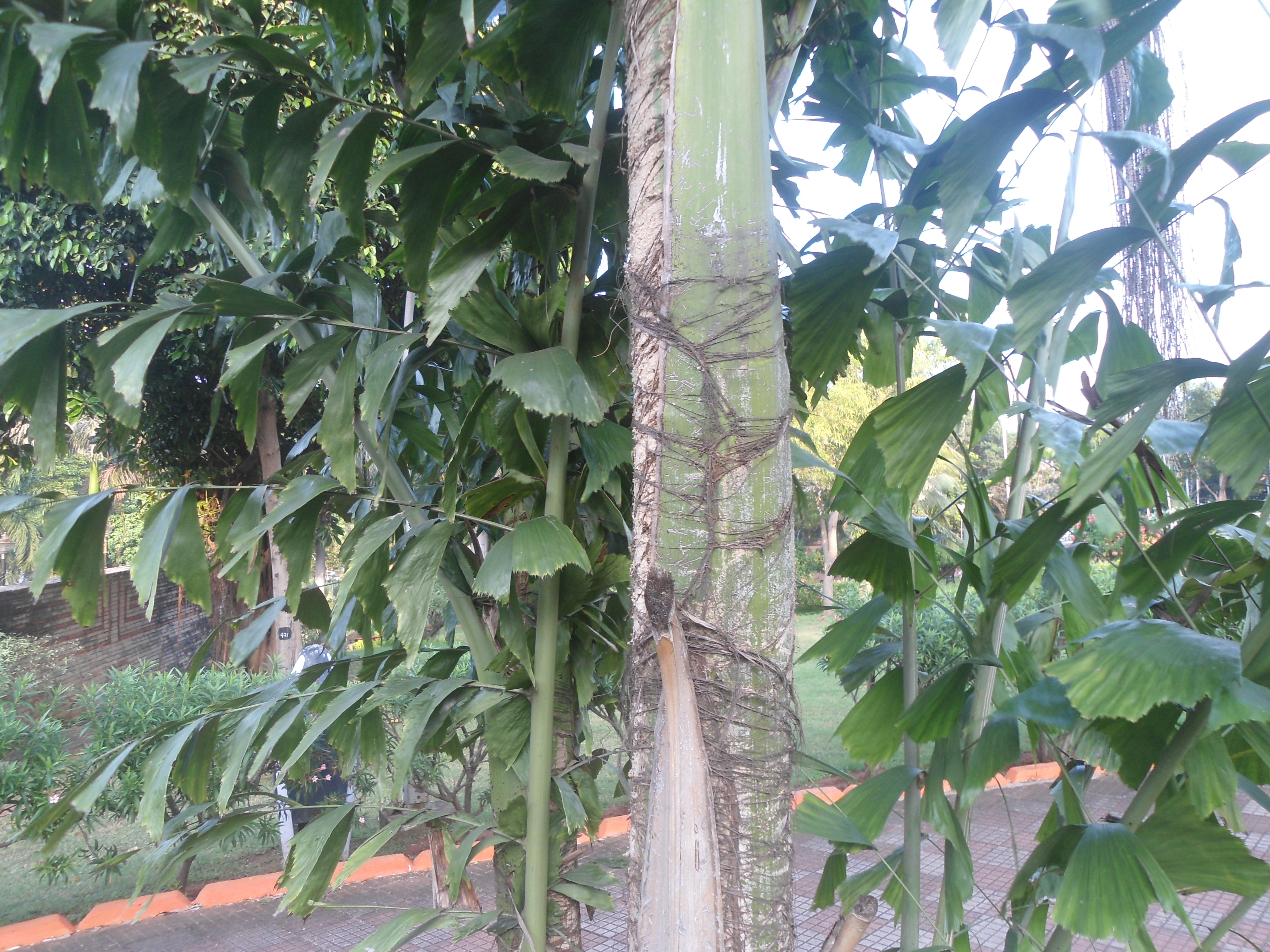
Törzse
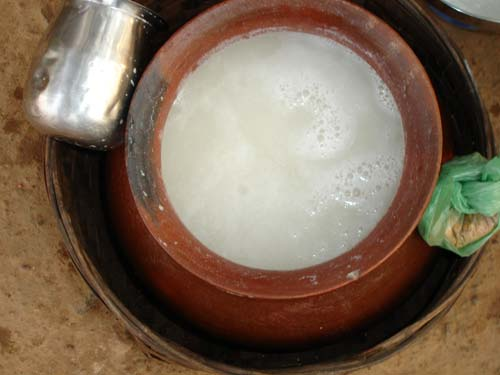
Pálmabor